# Devincenzia
Devincenzia is een geslacht van uitgestorven vogels uit de familie der schrikvogels (Phorusrhacidae). Deze carnivore vogels waren niet in staat te vliegen en leefde van het Laat-Mioceen tot het Vroeg-Plioceen (7 - 5 miljoen jaar geleden) in het huidige Argentinië en Uruguay.
De enig bekende soort en typesoort is Devincenzia pozzi.

## Geschiedenis
Kraglievich publiceerde in 1931 de naam Phororhacos pozzi voor een soort waarvan fossiele resten waren gevonden in het noordoosten van Argentinië, in de provincies Buenos Aires en Entre Rios, in lagen uit het Midden-Mioceen tot Vroeg-Plioceen. In 1932 publiceerde hij de naam van een nieuw geslacht uit Uruguay, Devincenzia, waarin hij één soort benoemde: D. gallinali. Het holotype van dit nieuwe geslacht, MNHN-189, bestaat uit een enkele tarsometatarsus. Dit was de eerste vondst van een schrikvogel in Uruguay. De exacte herkomst is onbekend, maar het wordt gedacht dat het stamt uit Arroyo Roman, Oligoceen of Mioceen. Kraglievich plaatste het geslacht zelfs in de nieuwe familie Devincenziidae.
Brodkorb reduceerde in 1967 die familienaam tot synoniem voor de familie Phorusrhacidae, en plaatste het geslacht Devincenzia in de onderfamilie Brontornithinae. De naam D. gallinali noemde hij, met een vraagteken, als synoniem onder Brontornis burmeisteri). Phororhacos pozzi plaatste hij in het geslacht Onactornis Cabrera, 1939, in de onderfamilie Phorusrhacinae. Alvarenga en Höfling merken in hun revisie van de familie (2003) op dat de gevonden tarsometatarsus de indruk geeft dat het geslacht Devincenzia een intermediaire positie inneemt tussen de Phorusrhacinae en de Brontornithinae. Zij beschouwen Devincenzia gallinali echter als dezelfde soort als de in 1931 door Kraglievich benoemde Phororhacos pozzi. Ze plaatsen beide namen in het geslacht Devincenzia, waarbij D. gallinali dan een junior synoniem is voor Devincenzia pozzi (Kraglievich, 1931). Gebaseerd op al het fossiele materiaal, dus nu inclusief dat van D. pozzi, plaatsen ze het geslacht in de onderfamilie Phorusrhacinae. Het geslacht Onactornis noemden ze als nieuw synoniem voor Devincenzia.

## Beschrijving
Devincenzia was, met een hoogte van ongeveer 2,5 meter en een gewicht van ongeveer 250 kg, tot de ontdekking van Kelenken het grootste lid van de Phorusrhacinae. Zijn hoogte is vergelijkbaar met die van de Brontornithinae, maar als lid van de Phorusrhacinae is hij slanker en lichter gebouwd. Dit kan impliceren dat het geslacht eerder snelheid en behendigheid dan kracht gebruikte om te jagen. De schedel is ongeveer 65 cm lang, vergelijkbaar met die van Phorusrhacos. De tarsometatarsus is echter steviger dan die van Phorusrhacos.
De eigenschappen van Devincenzia liggen tussen de Brontornithinae en de Phorusrhacinae, maar het geslacht verschilt zowel van Brontornis als van Phorusrhacos. De eerste en tweede trochlea zijn minder uiteengespreid dan bij Brontornis, bij wie ze ver uiteen staan. Het midden van de tarsometatarsus is in verhouding minder breed dan bij Brontornis en tussen de gewrichtsknobbels ontbreekt de duidelijke groef.
De grootste verschillen tussen Devincenzia en Phorusrhacos zijn de grootte van de botten, wederom het ontbreken van een groef tussen de gewrichtsknobbels en het feit dat de tweede en vierde trochlea even lang zijn bij Devincenzia.

### Gevonden materiaal
Het holotype van Devincenzia pozzi (MACN-6554 en 6681) bestaat uit het distale deel van de rechter tarsometatarsus en het eerste teenkootje van teen II. Een tweede exemplaar (MLP-37-III-7-8, oorspronkelijk beschreven als het holotype van Onactornis depressus) bestaat uit een sterk dorsoventraal (van boven naar onderen) samengedrukte schedel, waarvan een groot deel van het bovenkaakbeen ontbreekt, en de eerste teenkootjes van teen II en III. Een derde exemplaar is het holotype van D. gallinali, een rechter tarsometatarsus, waarvan de binnenste trochlea (een 'knokkel' van het bot) en een groot deel van de hypotarsus ontbreken. Verder zijn er nog drie exemplaren, telkens bestaande uit een enkel bot: een fragment van de symphysis mandibulae (MACN-6933), het proximale deel van het rechter dijbeen (MACN-6930) en het distale deel van een rechter tibiotarsus (MACN-13243).